# William Perry (football américain)
Pour les articles homonymes, voir William Perry (homonymie) et Perry.
(en) Statistiques sur pro-football-reference
William Anthony Perry, né le 16 décembre 1962 à Aiken, est un joueur américain de football américain.
Ce defensive tackle et fullback a joué pour les Bears de Chicago de 1985 à 1993 et les Eagles de Philadelphie de 1993 à 1994 en National Football League (NFL).
En référence à son gabarit hors norme, 152 kg pour 1,88 m, il a été surnommé The Refrigerator (Le Réfrigérateur) ou The Fridge (Le Frigo).
Il est le frère de Michael Dean Perry (en).